# シーサモン・コンパン
シーサモン・コンパン（タイ語: ศรีสมร คงพันธุ์、英語: Srisamorn Kongpun）は、タイ王国を代表するタイ料理研究家。在大阪タイ王国総領事館が2009年6月まで過去4回にわたり、大阪市内を中心とする講習会に招聘。講習会は主婦、OLなど特に女性に大変人気で毎回応募が殺到。タイ料理の普及と本格的なタイの味を日本の家庭でも楽しんでいただくことを目的に開催されるこの講習会で毎年、グリーンカレーやトムヤムクンなど代表的な料理のほか、特徴ある一品や伝統的な料理を紹介。一般公募の講習会では特にタイ料理とその食材の栄養や体に及ぼす効果などについて詳しく講習。来日時には必ずタイレストランのシェフを対象に講習も行う。
その他、日本国内でのタイレストランのメニューもプロデュースするなど幅広く活躍。
2009年は神戸市内のホテルでのタイフェアの指導にもあたる予定。

## 著作

### 英語
- Classic Thai Food, Asia Books, 2013, ISBN 978-9748303994
- Bite Sized Thai Food, Asia Books, 2014, ISBN 978-9747841015
- Popular Thai Food, Asia Books, 2015, ISBN 978-6167841090
- Thai Curry and Soup, Asia Books, 2015, ISBN 978-6167841045
- Thai Spicy Salad, Asia Books, 2015, ISBN 978-6167841038
- Thai Stir-Fry, Asia Books, 2015, ISBN 978-6167841083
- Thai Vegetarian Recipes, Asia Books, 2015, ISBN 978-6167841076
- The Complete Thai Cookbook, Asia Books, 2015, ISBN 978-9747841008

### タイ語
著作多数。